# Mircea Leontin Matei
Mircea Leontin  Matei (n. 12 decembrie 1965, Salonta, Bihor) este un politician român, care a fost senator în 2008 din partea PD (în legislatura 2004-2008). Mai precis l-a înlocuit pe Radu Țîrle, care a demisionat la 25 iunie 2008.